# Accipiter meyerianus
Accipiter meyerianus е вид птица от семейство Ястребови (Accipitridae).

## Разпространение
Видът е разпространен в Индонезия, Папуа Нова Гвинея и Соломоновите острови.